# Nitrozobenzen
Nitrozobenzenul este un compus organic cu formula chimică C6H5NO. Este o specie chimică de culoare verde închis, existând în echilibru cu dimerul său, de culoare galbenă. Ambele specii (monomerul și dimerul) sunt compuși diamagnetici.

## Obținere
Nitrozobenzenul a fost obținut pentru prima dată de Adolf von Baeyer în urma reacției dintre difenilmercur și bromură de nitrozil:
{\displaystyle {\ce {(C6H5)2Hg + BrNO -> C6H5NO + C6H5HgBr}}}
O sinteză modernă de bazează pe reacția de reducere a nitrobenzenului la fenilhidroxilamină (C6H5NHOH), care este oxidată cu dicromat de sodiu (Na2Cr2O7).
Nitrozobenzenul poate fi, de asemenea, preparat prin oxidarea anilinei cu ajutorul acidului peroximonosulfuric (acidul lui Caro) sau al peroximonosulfatului de potasiu în condiții bifazice. De obicei, este purificat prin sublimare sau prin distilare cu vapori, prezentându-se ca un lichid verde care se solidifică într-un solid incolor.

## Proprietăți chimice
Nitrozobenzenul suferă reacții Diels-Alder cu dienele. Reducerea nitrozobenzenului produce anilină. Condensarea cu anilinele produce derivați azobenzenici într-o reacție cunoscută sub numele de reacția Mills sau reacția Baeyer-Mills:
În mod caracteristic, nitrozobenzenul se condensează cu grupări metilen active, precum cele ale esterilor malonici și ale fenilacetonitrilului. Fenilacetonitrilul (PhCH2CN) conduce la formarea unei imine (PhC(CN)=NPh) într-o reacție cunoscută sub numele de reacția Ehrlich-Sachs: